# Ibn Taymiyyah
Taqi ad-Din Ahmad ibn Taymiyyah (tiếng Ả Rập: تقي الدين أحمد ابن تيمية, 22 tháng 1 năm 1263 - 26 tháng 9 năm 1328), được biết đến với tên viết tắt là ابن تيمية Ibn Taymiyyah, là một nhà thần học thời trung cổ, nhà tư pháp, nhà logic học, và nhà cải cách Hồi giáo Sunni. Ông là một thành viên của trường phái Hanbali trong luật học được Hanbal thành lập, và một người cực đoan trong đời tư, với quan điểm đả phá tín ngưỡng Ibn Taymiyyah về chấp nhận rộng rãi học thuyết Sunni thời gian của mình như tôn kính các thánh và thăm viếng mộ-miếu họ làm ông không được nhìn nhận với phần lớn các học giả tôn giáo chính thống thời đó. Theo lệnh của họ, ông đã bị cầm tù nhiều lần.
Là nhân vật thiểu số trong thời đại của mình và trong các thế kỷ sau đó, Ibn Taymiyyah đã trở thành một trong những nhà văn thời trung cổ có ảnh hưởng nhất trong Hồi giáo đương đại, với diễn giải cụ thể của ông về Qur'an và Sunnah và ông bác bỏ một số khía cạnh của truyền thống Hồi giáo cổ điển được cho là có ảnh hưởng đáng kể đến chủ nghĩa Wahhabism, Salafism và Jihadism đương đại. Thật vậy, các khía cạnh đặc biệt trong giáo lý của ông có ảnh hưởng sâu sắc đến Muhammad ibn Abd al-Wahhab, người sáng lập phong trào cải cách Hanbali thực hành ở Ả Rập Saudi được gọi là Wahhabism, và các học giả Wahabi sau này. Hơn nữa, fatwa gây tranh cãi của Ibn Taymiyyah cho phép thánh chiến chống lại những người Hồi giáo khác được al-Qaeda và các nhóm thánh chiến khác dẫn lời.